# Wilhelm Schosland
Wilhelm Schosland (* 6. März 1896 in Berlin; † 10. Dezember 1975) war ein deutscher Kirchenmusiker (Chorleiter, Organist, Gesangspädagoge) sowie Komponist.

## Leben und Werk
Wilhelm Schosland studierte neben seiner musikalischen Ausbildung Musikwissenschaft an der Universität Berlin. Er promovierte 1923 mit einer Arbeit über Die liturgischen Meßgesänge und deutschen Kirchenlieder der Berliner Handschrift Mus. Ms. 40095. 1927 legte er an der Akademie für Kirchen- und Schulmusik Berlin das Examen als Kapellmeister ab.
Wilhelm Schosland wirkte von 1919 bis 1945 als Organist und Chordirigent an der St.-Matthias-Pfarrkirche in Berlin-Schöneberg. Er war zudem bis 1961 Professor an der Bundes-Lehrer-Akademie Feldkirch (Vorarlberg), Chordirektor an der Stadtpfarrkirche in Bregenz und von 1947 bis 1961 Dirigent des Bregenzer Festspielchores. Ab 1962 wirkte er zudem als Lektor für Harmonielehre, Kontrapunkt und Generalbass an der Universität Innsbruck. 1965 wurde er zum Kirchenmusikreferenten für Vorarlberg ernannt.
Wilhelm Schosland schrieb deutsche und lateinische Propriumsmotetten sowie Beiträge für die musikalische Fachpresse.

## Ehrungen
- Orden Pro Ecclesia et Pontifice (1960)